# Sarov
Sarov (ruski:Саро́в) je grad u Nižnjenovgorodskoj oblasti u Rusiji.
Znan je bio i kao Kremlyovsk i Arzamas-16 i bio je zatvorenim gradom, općenito nedostupan inozemcima. Veliki dio grada su izgradili njemački ratni zarobljenici i arhitektura ima sasvim njemački/europski izgled.  
U gradu je i ruski "Muzej atomske bombe", u kojemu je mnoštvo "granata" od atomskog oružja iz sovjetskih vremena i slike ljudi uključenih u njegovoj proizvodnji. 
Većina pristupa je vlakom, kojem je tek nakon sigurnostnog zaustavljanja i inspekcija, dopušteno u gradu iskrcati putnike. Mala zračna luka koja se nalazi u okružju objekta je općenito samo za vladine zrakoplove, dok obični posjetitelji prvo lete do Nižnjenovgorodske zračne luke i onda odatle se voze do objekta tri sata.
U ovom gradu je bilo glavno istraživačko središte za atomsko oružje za sovjetskog vremena. Grad je okružen ogradom duž koje ophodi vojska. Brojni inozemni posjetitelji su prisiljeni predati svoju putovnicu, telefone (brzoglase), fotoaparate i videokamere ruskom osiguranju dok su unutar pogona. Ipak, nekoliko dokumentarista su uspjeli napraviti filmske snimke unutar gradskih zidina.

## Vanjske poveznice
- Info o Sarovu sa stranice Inicijative nuklearnih gradova